# Realisme (kunst)
 For alternative betydninger, se Realisme. (Se også artikler, som begynder med Realisme)
Realismen er navnet på en kunstnerisk stilperiode, der prægede Europa i perioden 1840-1870.
Det afgørende i realistisk kunst er, at motivet afspejler det realistiske – noget, der er autentisk, og som således er et objekt i virkeligheden. Realisme-kunstneren udformer kunst, der gengiver et virkeligt motiv i dets reelle form – således ikke abstrakt, men derimod konkret. I forlængelse heraf er realismen også en subjektiv størrelse, som baseres på individets iagttagelser.
Dette kan eksemplificeres i en realisme-kunstner, der finder et objekt, som vedkommende giver sig til at male. I denne fase erkender realismen – i forbindelse med relativisme – at opfattelsen af det givne motiv er subjektiv – således males motivet ud fra malerens opfattelse og af dette.
Realismen indebærer altså ikke et entydigt bestemt verdensbillede, hvor menneskene har en identisk opfattelse af objekter, hændelser etc. Derimod er realismen også en erkendelse af, at virkeligheden subjektivt afgøres af hvert individ og derfor den måde, hvorpå individet opfatter virkeligheden. Med andre ord er virkeligheden afhængig af det menneske, der betragter den.

## Galleri
- Wikimedia Commons har flere filer relateret til Realisme (kunst)

- Gustave Courbet, Skærveslagerne, 1849.
- Wilhelm Oswald Gustav Achenbach, Aftenstemning i Campagna, 1850.
- John Singer Sargent, Madame X (Madame Pierre Gautreau), 1884.
- Eilif Peterssen, Laksefiskeren, 1889.
- Ilja Repin,
De ventede ham ikke, 1884-1888.
- Otakar Švec, Josef Stalins mindesmærke i Prag, 1955-1962.